# The Bar-Kays
Ne doit pas être confondu avec The Mar-Keys.
The Bar-Kays est un groupe américain de soul, rhythm and blues et funk qui accompagnait notamment Otis Redding sur scène.

## Membres

### Membres actuels
- James Alexander
- Larry Dodson

### Anciens membres
- Ronnie Caldwell †
- Ben Cauley †
- Carl Cunningham †
- Ronnie Gorden
- Willie Hall
- Harvey Henderson
- Phalon Jones †
- Jimmy King †
- Lloyd Smith
- Michael Toles

## Histoire
Les Bar-Kays ont commencé leur carrière à Memphis (Tennessee), en tant que groupe de musiciens de studio, travaillant principalement avec des artistes majeurs de l’écurie Stax.
Le groupe est particulièrement connu pour le morceau Soul Finger publié en 1967.
En 1967, les membres des Bar-Kays ont presque tous disparu dans l'accident de l'avion personnel d'Otis Redding qui s'est écrasé dans un lac du Wisconsin, le 10 décembre 1967. Tous périrent, sauf Ben Cauley, qui survécut à l'accident, et James Alexander, qui n'était pas dans l'avion.
Ben Cauley et James Alexander reformèrent par la suite les Bar-Kays avec de nouveaux musiciens, et Larry Dodson, un ancien des Temprees, devient leur chanteur. Ils collaborent avec Isaac Hayes sur les albums Hot Buttered Soul et le chef-d'œuvre To be Contined. Puis Cauley quitte le groupe en 1971. Pour eux, Stax fonde le label Stax-Volt et les signe chez Mercury Records à partir de 1976 avec Shake Your Rump to the Funk qui se positionne dans le R&B Top Five. En 1978, ils sortent un tube funk-disco, Shine. En septembre 1984, leur guitariste Marcus Price est assassiné à la fin d'une de leurs répétitions ; le crime n'a jamais été résolu.
Le groupe domine la scène funk jusqu'à la fin des années 1980 et, après une pause, se reforme en 1991.
Le 6 juin 2015, les Bar-Kays sont introduits au Rhythm & Blues Music Hall of Fame (en).

## Discographie

### Albums studio
- 1967 : Soul Finger
- 1969 : Gotta Groove
- 1971 : Black Rock
- 1972 : Do You See What I See?
- 1974 : Coldblooded
- 1976 : Too Hot to Stop
- 1977 : Flying High on Your Love
- 1978 : Money Talks
- 1978 : Light of Life
- 1979 : Injoy
- 1980 : As One
- 1981 : Nightcruising
- 1982 : Propositions
- 1984 : Dangerous
- 1985 : Banging the Wall
- 1987 : Contagious
- 1989 : Animal
- 1994 : 48 Hours